# Barfleur
Barfleur je francouzská obec, která se nachází v departmentu Manche ve francouzském regionu Normandie.
Se svou rozlohou 60 ha, jde o nejmenší obec v departmentu Manche.
Barfleur se v současné době může pyšnit titulem Nejkrásnější francouzská vesnice (Les plus beaux villages de France), uděleném nezávislou asociací, která se zaměřuje na propagaci turistických zajímavostí v malých francouzských obcích.

## Historie
Starý přístav vznikl v 9. či 10. století. Geoffrey z Monmouthu v deváté knize své Historia Regum Britanniae uvádí, že král Artuš vyjel z Barfleuru bojovat proti Římanům na straně Allobrogů.
Po celé období vlády vévodů (do roku 1204), kdy byla Normandie znovu připojena k francouzskému království, byl Barfleur přístavem, který vévodové z Normandie (kteří byli současně panovníky Velké Británie) upřednostňovali.
V roce 1066 znamenala bitva u Hastingsu dobytí Anglie Normany, přičemž této bitvy se zúčastnila i řada místních obyvatel z Cotentinu a Avranches. V barfleurském přístavu je na skále umístěn nápis připomínající, že Vilém Dobyvatel vyplul z Barfleuru na lodi jménem Mora řízené mladým Barfleuranem Etiennem. 28. září 1066 se vylodil v Pevensey ve Východním Sussexu. 14. října porazil svého protivníka Harolda v bitvě u Hastingsu, během které byl Harold zabit, a 25. prosince 1066 získal ve Westminsterském opatství anglosaskou korunu.
V roce 1120 se na moři u Barfleuru potopila královská loď Bílá loď a na ní tak zahynul Vilém Aetheling, jediný legitimní syn anglického krále Jindřicha I. Toto ztroskotání znamenalo úpadek věrnosti vévodovi. Na konci 12. století se v Barfleuru nalodil Richard Lví srdce, aby Anglii znovu získal.
Jan Bezzemek v Barfleuru pobýval v roce 1200.
V roce 1346 byl Barfleur poničen anglickými jednotkami Eduarda III., které se vylodily u Hougue.
V roce 1865 byla v Barfleuru postavena první záchranná stanice po vzoru britských, z důvodu nebezpečí, které představovala výběžek u Barfleuru.
Během 2. světové války byl Barfleur osvobozen 24. června 1944 americkými jednotkami bez bojů. Přístav byl pak používán k vyloďování materiálu a potravin.

## Místa a památky
- Kostel svatého Mikuláše (Église Saint-Nicolas) z 17. až 19. století, který nahradil původní kostel.
- Cour Sainte-Catherine (16. století)
- Malý rybářský přístav typický pro mělčiny.
- Historické domy ze 17. až 19. století en granit a se střechou z břidlice.

## Toponymie
Staré názvy jsou: Barbefloth (1066-77), Barbeflet (1163), Barbeflo (1175, 1198), Barflue (1227), Barefleu (1317) a latinský přepis z 11. století Barbatum fluctum. Název je zřejmě anglo-skandinávského původu.
První část Bar je pravděpodobně odvozena od jména osoby Barbey, Barbay, Barbatus či starofrancouzského Barbé, což se podobně vyskytuje i v dalších názvech např. Barbeville (Calvados) a Barbetot v Épretotu (Seine-Maritime). Existují však i názory, že jde o odvozeninu staroseverského barmr, což znamená špičku, výběžek, avšak skutečnost, že Barfleur se nenachází na žádném výběžku či v jeho blízkosti tento výklad spíše popírají. Výběžek Pointe de Barfleur na sever od Barfleuru byl takto pojmenován až poté, co vznikl název Barfleur.
Druhá část vznikla ze staroseverské floth (podle Reného Lepelleyho); staroanglické flod (podle Françoise de Beaurepairea); staroseverské fljot (podle Alberta Dauzata a Charlese Rostainga), což je voda, která teče, proud, resp. řeka, která se vlévá do moře. Toto vysvětlení převzal Dominique Fournier do svého díla o názvu Honfleuru právě pro vysvětlení názvu Honfleuru.) Postupně došlo k přetvoření na -fleu a poté -fleur. R na konci se datuje až z 16. století.
Podobně vznikly názvy i řady dalších míst v Normandii, jako je Honfleur, Harfleur, Fiquefleur, Vittefleur, Crémanfleur v Crémanville a Gerfleur.

## Ekonomie
Barfleur je rybářský přístav, zaměřený zejména na lov slávek jedlých na otevřeném moři. Jeho centrum pro vyloďování je řízeno Obchodní a průmyslovou komorou v Cherbourgu-Cotentinu.

## Osobnosti
- Svatá Marie-Madeleine Postel, rozená Julie Postel (1756–1846), v roce 1807 založila řád milosrdných sester
- Paul Signac (1863–1935), malíř, vlastnil dům v ulici svatého Mikuláše (rue Saint-Nicolas)
- Jean-Luc Petitrenaud (* 1950), novinář a kritik v oblasti gastronomie, má v Barfleuru rezidenci

## Různé
- Belgický film L'Iceberg, od Dominiquea Abela, Fiony Gordon a Bruna Romyho (premiéra v prosinci 2005)[6] se částečně natáčel v Barfleuru.